# Tossal Redó (Capçanes)
El Tossal Redó és una muntanya de 420 metres que es troba al municipi de Capçanes, a la comarca catalana del Priorat.